# Hinos de Louvores e Súplicas a Deus
O livro Hinos de Louvores e Súplicas a Deus é um hinário utilizado nos cultos e serviços sacros da Congregação Cristã no Brasil. Atualmente, está em sua edição N.°5.
É de uso exclusivo das igrejas da Congregação Cristã no Brasil e das que, em outros países, estejam ligadas à mesma fé e doutrina.

## Histórico dos hinários

### Hinários utilizados pela CCB antes da publicação de seu 1º hinário.
Os primeiros membros da igreja no Brasil empregavam o hinário Salmos e Hinos em português e o "Nuovo  Innario  Evangelico" em italiano. Esse último foi utilizado até 1914, quando também passou a ser empregado o "Inni e Salmi Spirituali", contendo  195 hinos em italiano, sendo o primeiro hinário editado pela Assemblea Cristiana Italiana de Chicago nos E.U.A. Outras edições em italiano se seguiram, como em  1919, publicou-se também nos Estados Unidos o "Nuovi  Inni e Salmi  Spirituali", com  266  hinos e, ainda em 1924, foi publicado o hinário "Inni e Salmi  Spirituali", com 313 hinos. Adicionalmente se cantava de hinários de coros, como o "Cori Spirituali", "Cori di Risveglio", dentre outros. 
Havia uma profusão de hinários, por vezes sendo empregado diferentes hinários no mesmo culto. Porém, a partir de 1928, consolidou-se uma padronização com o novo hinário denominado "Nuovo Libro di  Inni e Salmi Spirituali", com 375 hinos em italiano. Este hinário, em seu prefácio, relata que é derivado de dois hinários antecedentes "Inni e Salmi Spirituali" e do hinário "Nuovi Inni e Salmi Spirituali". Era composto de dois hinários, um para Culto Oficial com 329 hinos em italiano e um hinário complementar de 46 hinos para as escolas dominicais. Foi editado pela Congregazione Cristiana Italiana de Chicago nos E.U.A e serviu de base para outros hinários, como o "Salmos, Himnos y Canticos Espirituales" editado pela Assemblea Cristiana Dios es Amor de Santa Fé, "Inni di Lode" da Assembleia de Deus na Itália e o "Hinos de Louvores e Súplicas a Deus" da Congregação Cristã no Brasil.

### Hinário Nº 1 (Versão Mista): Nuovo Libro di Inni e Salmi Spirituali / Novo Livro de Hymnos e Psalmos Espirituaes (1932)
Com o crescimento da denominação no Brasil, o missionário Louis Francescon pediu aos anciães brasileiros para traduzirem alguns hinos para o português, surgindo então, no ano de 1932, o primeiro hinário publicado pela Congregação Cristã no Brasil. O novo  hinário compunha-se de duas partes: a primeira era formada pelos 329 hinos em italiano do hinário Nuovo Libro di Inni e Salmi Spirituali e a segunda, que ia do n. 330 ao 518, era formada pelos hinos traduzidos para o português acrescidos por algumas composições realizadas pelos membros da CCB. Essa versão teve poucos volumes, aproximadamente uma tiragem de 3.900 exemplares (sendo 50 hinários mistos de couro e 3.850 mistos simples). É uma versão muito rara, tendo sido recolhida devido às questões políticas da época (política nacionalista da Era Vargas).
"Como é de conhecimento de quase todos, nas nossas egrejas até fins de Março  de  1932,  só  eram  usados  hymnos  em  idioma  Italiano.  Entretanto  com  o continuo  desenvolvimento  dessa  obra  neste  paiz,  mórmente  no  interior  do nosso estado, já prevíamos a necessidade de serem usados também entre nós hymnos no nosso idioma. Para sanar essa lacuna, durante longo tempo, alguns 
dos nossos membros collaboraram efficazmente na traducção e compilação de uma quantidade de hymnos em idioma portuguez". (CONGREGAÇÃO CRISTÃ NO BRASIL, 1933, página 8).
João Finotti, Miguel Oliva e João Baptista Vano trabalharam nesse hinário.

### Hinário Nº 1 (Versão somente em português): Novo Livro de Hymnos e Psalmos Espirituaes (1934)
Em 1934, já havia um hinário inteiramente em português, intitulado "Novo Livro de Hymnos e Psalmos Espirituaes". 
Possuía os 189 hinos em português da versão mista(com algumas pequenas modificações) e também foi mantida a mesma numeração dos hinos (330 ao 518).
Este foi o primeiro hinário totalmente em língua portuguesa da Congregação Cristã no Brasil.
De acordo com registros do Relatório oficial da CCB de 1935, no período de 1934 e 1935 foram vendidos 2.425 hinários bilíngues, enquanto que no mesmo período foram vendidos apenas 1.677 hinários em português, ou seja, a versão em português representou apenas 40% das vendas, o que é indicador da predileção dos fiéis pela continuidade da versão anterior.

### "Hymnos e Psalmos Espirituaes Nº 2" (Setembro de 1943)
Como o hinário N.º 1 foi feito às pressas, várias poesias ficaram comprometidas, requerendo uma revisão. Essa revisão seria o hinário N.º 2, intitulado "Hymnos e Psalmos Espirituaes Nº 2", datado de setembro de 1943, somente em português. Segundo o próprio prefácio, esse hinário foi o melhor que se adaptava ao desenvolvimento da Congregação Cristã no Brasil, ou seja, conforme o processo de transição e acomodação da igreja ao povo brasileiro.
Igualmente, revela que a maioria das melodias sacras deste hinário pertence a autores americanos, italianos, de outras nacionalidades e também contribuição de membros da CCB.
“O estudo analítico da evolução do hinário da Congregação certamente revelaria diversas etapas do crescimento e desenvolvimento dessa nova igreja, explicando sua rápida transição, da cultura predominantemente italiana para a brasileira num período rápido de tempo. O elemento italiano, tanto racial como linguístico foi a ponte atravessada pela nova igreja para atingir um rápido padrão de crescimento. (READ, 198-?, p. 24).”
O hinário ainda possuía uma qualidade muito inferior, prevalecia uma tradução que não respeitava os padrões gramaticais vigentes da época. As elisões com vogais provocavam muita confusão, e a acentuação tônica não se enquadrava com a acentuação métrica musical. Sempre ao término dos hinos, era cantado o “Amém”. Foram disponibilizados 250 hinos para os cultos oficiais e 25 para as Reuniões de Jovens e Menores.

### "Hinos de Louvores e Súplicas a Deus, Livro Nº 3" (Março de 1951)

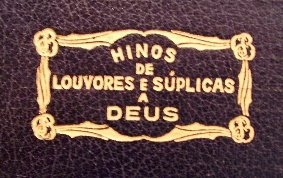
Capa hinário nº 3.

Depois de oito anos, foi preciso editar uma nova versão do hinário. Foi então que surgiu o hinário Nº 3, com um novo título "Hinos de Louvores e Súplicas a Deus". Este hinário continha 330 hinos e era datado de março de 1951. Sua principal organizadora foi Anna Spina Finotti, que também participaria da compilação dos hinários 4 e 5.
Sua característica fundamental foi a atualização radical das letras dos hinos, pois houve grandes reformas ortográficas na Língua Portuguesa, já na parte musical, praticamente não houve alteração; apenas a extinção do “Amém” nos finais de cada hino entoado.
Neste hinário já havia uma classificação de vários hinos especiais para abertura, oração, Palavra, encerramento e o asterisco marcando até onde se tocava a introdução dos hinos.

### "Hinos de Louvores e Súplicas a Deus, Livro Nº 4" (Março de 1965)
Em março de 1965, após quatorze anos da última atualização, e ainda com os mesmos argumentos, houve outra reforma no hinário, mantendo o mesmo título "Hinos de Louvores e Súplicas a Deus", apenas com a referência de Livro nº 4.
Sua principal alteração foi a reformulação total da "clave de fá". Foram corrigidos também vários erros de português, de prosódia, de acentuação, de harmonia, foram tiradas várias passagens, contratempos e ornamentos que induziam os músicos a florear “livremente” tirando o sentido sacro dos hinos, ficando apenas nos hinos: 93, 125 e 420. Continha 400 hinos para cultos oficiais, 50 hinos para as Reuniões de Jovens e Menores e 7 coros, dentre os 400 hinos foram separados hinos para Santa Ceia, Batismo, Funeral e Encerramento. Dentre os demais, ainda existia uma classificação que melhor se encaixava no desenvolver dos cultos, mas não receberam o sinal “*” (exclusividade).
Apesar de ser datado de 1965, este hinário sofreu diversas atualizações com o decorrer do tempo, sendo as principais:
- Por volta de 1975, o hino 376 (Vinde, benditos de Meu Pai) teve sua partitura (Gott erhalte Franz den Kaiser) substituída.

- Por volta de 1976, foram inseridos nos hinários musicais os 12 pontos de doutrina da CCB.

- Em 1980, recebeu a sinalização para arcadas.

- Em 1985, recebeu a sinalização para respiração, sendo vírgulas maiores para respirações mais longas, e as vírgulas menores para respiração curta.

- Em 1990, surgiram os primeiros hinários no formato encadernado, com espiral, até então, todos os hinários antigos, e versões anteriores eram em brochuras, o que foi extinto com o tempo.

- Em 1992, surgiu o hinário exclusivo para organistas (capa cinza), com dedilhados, inversões e alterações próprias.

- Em 2002, surgiram hinários em outras tonalidades: Mi bemol (capa vinha) e Si bemol (capa azul), até então, só existia a versão “Capa Preta” em Dó maior.

- Além dessas atualizações, a língua portuguesa ainda sofreu outras reformas ortográficas, obrigando outras atualizações.

- Alguns acidentes ocorrentes, principalmente os "bequadros", foram extintos, para evitar redundância musical.

- Também surgiram hinários de diversos tamanhos: hinários musicais (gigante, médio, intermediário e pequeno) e de canto (gigante, médio e pequeno).

- Foram adquiridos os direitos autorais dos hinos e o hinário foi registrado no Ministério da Educação e Cultura. Também foi inserida uma página para identificação do usuário.

- Em 2002, surgiu o hinário de canto com capa branca e também o hinário exclusivo em Braille.

### "Hinos de Louvores e Súplicas a Deus, Livro Nº 5" (Junho de 2012)
Em fevereiro de 2007 uma comissão iniciou a revisão do hinário 4. Após o trabalho, foi publicado em junho de 2012, o 5º livro de hinos da Congregação Cristã no Brasil, substituindo o Livro nº 4, que perdurou por 47 anos. É utilizado, em todo o Brasil, desde o dia 17 de março de 2013.
O Hinário nº 5 trouxe diversas alterações:
- Mudanças na figuração e na letra de hinos com dificuldades para cantar.

- Retirada de algumas referências a locais.

- Retirada de palavras com duplo sentido.

- Revisão ortográfica.

- Mudanças nos hinos que ficaram ainda com os arpejos e passagens do hinário nº 3.

- Revisão harmônica.

- Os acompanhamentos, principalmente o baixo, receberam alterações para que sua execução fosse mais melódica do que marcante.

- Revisão de respirações e de frases.

- Diminuição de alguns hinos muito longos.

- Hinário especial para cordas com arcadas para violinos, violas e violoncelos, ligaduras e clave de do para as violas.

- Acréscimo de pedaleira e ligaduras nos hinários para organista.

Os 450 hinos e 6 dos 7 coros foram mantidos nesta edição, com o acréscimo de 29 hinos novos, e a adaptação de um coro para um hino de quatro estrofes, perfazendo assim 480 hinos (430 para os cultos oficiais, 50 para as reuniões de jovens e menores) e 6 coros.
Algumas melodias foram trocadas, como a famosa melodia havaiana Aloha ʻOe utilizada no hino 383 (Não tardará! Não tardará!) do hinário 4 que foi trocada pelo hino 364, embora mantendo a letra ("He’s Coming Soon") de Thoro Harris. Melodias que se repetiam em mais de um hino também foram trocadas. Outras melodias tiveram algumas modificações ou supressões.

## Hinários de Música
Os hinários com notação musical seguem o formato SATB, contendo a Clave de Sol (soprano e contralto) e a Clave de Fá (tenor e baixo). Os hinários foram escritos para quase todos os instrumentos(Oboé d'amore, afinado em Lá não possui hinário com esta afinação) seguindo a afinação de cada um:
- Afinação em Dó (Capa Preta)
- Afinação em Fá (Capa Bege)
- Afinação em Mi bemol (Capa Vinho)
- Afinação em Si bemol (Capa Azul Escuro)

Existem ainda 5 variações exclusivas:
- Hinário para Órgão (Capa Cinza) - Para melhor aproveitamento na execução do órgão, este hinário possui recursos para dedilhado e uma pauta exclusiva para a pedaleira.
- Hinário para Cordas (Capa Marrom) - Exclusivo para instrumentos de cordas friccionadas (violino, viola e violoncelo), este hinário possui sinais de arcadas, ligaduras pontilhadas e escrita do tenor na Clave de Dó para a viola.
- Hinário para Tuba (Capa Verde) - Exclusivo para a Tuba, o hinário é escrito na altura da extensão própria do instrumento na voz do contrabaixo. Possui duas pautas escritas em Clave de Fá, uma de soprano e uma de baixo (o soprano é escrito duas oitavas abaixo e o baixo é escrito uma oitava abaixo, em relação aos mesmos trechos no hinário em Dó). Além disso, apresenta sinais de respirações opcionais, são sinais sugestivos opcionais que aparecem durante trechos do hino, indicando que o executante pode respirar no local caso sinta necessidade.
- Hinário em Clave de Sol (Capa Preta) - Este hinário é destinado a pessoas com baixa visão. Possui apenas um pentagrama em Clave de Sol (soprano e contralto), as poesias dos hinos foram retiradas a fim de facilitar a leitura.
- Hinário em Clave de Fá (Capa Preta) - Este hinário é destinado a pessoas com baixa visão. Possui apenas um pentagrama em Clave de Fá (tenor e baixo), as poesias dos hinos foram retiradas a fim de facilitar a leitura.

## Traduções
Atualmente, o hinário recebeu várias traduções, em 14 idiomas diferentes (incluindo Braille, feito pela Fundação Dorina Nowill que fez apenas um exemplar).
| Idioma     | Título do Hinário                             | Países que utilizam |
| ---------- | --------------------------------------------- | --- |
| Português  | Hinos de Louvores e Súplicas a Deus           | Angola Áustria Brasil Cabo Verde Canadá Estados Unidos Guiné-Bissau Inglaterra Japão Moçambique Portugal São Tomé e Príncipe Suíça Suriname                                                 |
| Inglês     | Hymns of Praise and Supplication to God       | África do Sul Austrália Canadá Estados Unidos Gana Guiana Inglesa Índia Inglaterra Irlanda Irlanda do Norte Israel Malawi Nigéria Nova Zelândia Sri Lanka Suriname Tanzânia Uganda Zimbabwe |
| Espanhol   | Himnos de Loores y Suplicas a Dios            | Argentina Bolívia Chile Colômbia Costa Rica El Salvador Equador Espanha Estados Unidos Guatemala Honduras México Nicarágua Panamá Paraguai Peru República Dominicana Uruguai Venezuela      |
| Francês    | Hymnes de Louanges et Supplications à Dieu    | Bélgica Canadá Costa do Marfim França Guiana Francesa Haiti Luxemburgo República Democrática do Congo República do Congo Síria Suíça Suriname                                               |
| Italiano   | Inni di Lode e Suppliche a Dio                | Canadá Estados Unidos Itália Suíça |
| Japonês    | 神への称賛と祈願の為の讃美歌                  | Japão |
| Alemão     | Lob-und Fleh Hymnen Zu Gott                   | Alemanha Áustria Suíça |
| Esperanto  | Himnoj de Laŭdoj kaj Pretegoj al Dio          | Estados Unidos |
| Neerlandês | Lof-En Smeekgezangen tot God                  | Países Baixos Suriname |
| LIBRAS     | HINO+ LOUVOR PEDIR DEUS                       | Brasil |
| Braille    |                                               | Brasil |
| Árabe      | إلى اللهْ الدعاءِ و التسبيحِ تراني               | Israel Líbano Síria |
| Grego      | Υμνοι δοξολογίας και παρακλήσεων προς τον Θεό | Grécia |
| Ucraniano  | Гімни Хвали та Благання до БОГА               | Ucrânia |

## Origem de alguns hinos
O "Hinos de Louvores e Súplicas a Deus" contém centenas de hinos cristãos compostos entre os séculos 16 e 20, presentes em outros hinários evangélicos, porém em diferentes versões. Há também nesse hinário diversas letras e melodias originais da Congregação Cristã no Brasil.
Origem de alguns hinos:
- Hino 01 - Cristo, meu Mestre - (Nearer, still nearer) - Música de Leila Naylor Morris, 1898;
- Hino 02 - De Deus tu és eleita - (The Church's One Foundation) - Letra de Samuel John Stone (1866) e Música de Samuel Sebastian Wesley (1864);
- Hino 04 - Ouve a nossa oração - (I Would Be Like Jesus) - Música de Bentley D. Ackley e letra de James Rowe (1911);
- Hino 05 - A Rocha celestial - (Let Jesus Come Into Your Heart) - Letra e música de Leila Naylor Morris;
- Hino 11 - Ó Igreja de Deus, Resplandece - (The Church in the Wildwood) - Letra e música de William Savage Pitts (1857);
- Hino 12 - Sempre Em Jesus Confiarei (I Remember Calvary) - Letra de W. C. Martin (William Clark Martin);
- Hino 25 - Um grande bem, precioso bem - (O happy day, that fixed my choice) - Letra de Philip Doddridge e música de Edward Francis Rimbault;
- Hino 31 - Forte Rocha - (Ein feste Burg ist unser Gott) - hino de Martinho Lutero (1529);
- Hino 33- Jesus é o nosso Guia - (His Eye is on the Sparrow) - Charles H. Gabriel em 1905;
- Hino 39 - Eu desejo, Senhor - (Trust and Obey) - Letra de John H. Sammis  e música de Daniel B. Towner (1886);
- Hino 44 - Sol da Justiça - (Heavenly sunlight) - Música de George Harrison Cook e letra original de Pr. Henry J.Zelley;
- Hino 45 - Oh! Quanto nos amaste - Letra e música da Congregação Cristã no Brasil (1932);
- Hino 49 - Venho adorar-Te, santo Criador - (Search Me, O God) - Letra de James Edwin Orr e melodia "Po Atarau", tradicional Maori;
- Hino 54 - Um tesouro glorioso achei - (Doing his Will) - por Leila Naylor Morris em 1898;
- Hino 55 - Paz seja em vós - (Peace be still) - Letra de Mary Ann Baker e Melodia de Horatio Richmond Palmer;
- Hino 61 - A Minha alma deseja ver-te - Título original (súplica do redimido) de Guilherme Luiz dos Santos Ferreira e melodia de Ira David Sankey;
- Hino 65 - Igual ao mestre - (More like the Master (I would ever be)) - Letra de Charles H. Gabriel em 1906;
- Hino 69 - A Família de Jesus - (Beneath the cross of Jesus (I fain would take my stand)) - de Elizabeth Cecilia Douglas Clephane
- Hino 76 - Cristo Jesus Sua mão me dá - (He holds my hands) - Letra e música de Norman John Clayton;
- Hino 80 - Por Cristo, resgatado - (Now I Belong to Jesus) - Letra e música de Norman John Clayton;
- Hino 81 - A vida deu por ti - (I Gave My life for thee) - Letra de Frances R. Havergal e melodia de Philip P. Bliss;
- Hino 86 - Grande Tu és, ó Pai - (Great Is Thy Faithfulness) - Letra de Thomas Obediah Chisholm e melodia de William Marion Runyan;
- Hino 91 - No esconderijo do Onipotente - (Under His Wings) - letra de William Orcutt Cushing e música de Ira David Sankey;
- Hino 92 - O Santo Evangelho - (The Gospel Bells) - por Samuel W. Martin em 1878;
- Hino 102 - Sinto a voz divina do meu fiel Pastor - (Speak to my soul dear Jesus) - por Leander L. Pickett em 1897;
- Hino 113 - O Senhor seja louvado - (I Will Praise Him) hino de Margaret Jenkins Harris, 1898;
- Hino 115 - Minha Alma Engradece - ((Look) Far and Near the Fields Are Teeming) - Letra de Charles H. Gabriel.
- Hino 117 - Jesus habita em meu coração - (He Lives) - hino do presbiteriano Alfred H. Ackley composto em 1933;
- Hino 118 - Fiel Salvador é Jesus - (He hideth my soul) - Letra de Fanny Crosby e melodia de Willian J. Kirkpatrick;
- Hino 134 - Teu amor, ó Cordeiro divinal - (At the cross) - letra de Isaac Watts e meodia de Ralph Erskine Hudson;
- Hino 147 - É bom louvar ao Criador - (I love to tell the story) - Letra de Arabella Katherine Hankey e melodia de Willian Gustavus Fischer;
- Hino 151 - Se, de Cristo, o Nome amares - (Take the name of Jesus with you) - Letra de Lydia Odell Baxter e musica de William Howard Doane;
- Hino 153 - O divinal Cordeiro - (Stand up, stand up for Jesus) - letra de George Duffield Jr e música de Adam Geibel;
- Hino 174 - Vem atender ao Seu chamado - (Come today) - Letra e música de R.L. Blowers;
- Hino 160 - "Sou o Caminho, a Verdade e a Vida" - Letra paráfrase de João 14 e melodia do compositor inglês William Henry Monk, que intitulou a música de "Eventide"(Anoitecer).
- Hino 178 - A Palavra preciosa - (Let the lower lighs be burning) de Philip Paul Bliss, originalmente initulada (Brightly Beams Our Father’s Mercy.);
- Hino 179 - Trabalhai! Trabalhai! - (To the work)- Letra de Frances Jane Crosby e Música de William Howard Doane;
- Hino 188 - O Mestre habita em mim - (Since Jesus came into my heart) - Letra escrita por Rufus Henry McDaniel e música de Charles Hutchinson Gabriel;
- Hino 194 - "Vós chorareis e vos lamentareis" - Música de Cleland Boyd McAfee e letra baseada em João 16:20-33;
- Hino 199 - Senhor tu és a minha porção - (Christ liveth in me);
- Hino 201 - Deus nos guarde - (God be with you till we meet again) - Letra de Jeremiah E. Rankin e música de William Gould Tomer;
- Hino 204 - Só Jesus é Amigo verdadeiro - (No one ever cared for me like Jesus) - hino composto pelo metodista Charles F. Weigle (1871-1966) em 1932;
- Hino 205 - Salvo por Seu poder - (Saved, saved) - Letra e música de Jack P. Scholfield, 1911;
- Hino 207 - Cristo é fiel - (Jesus never fails) -  Hino de Arthur Abner Luther, 1927;
- Hino 208 - Conserva a paz, ó minha alma - (Be still, my Soul) - Letra de Katharina A. von Schlegel e música de Jean Sibelius;
- Hino 228 - Salvação! Salvação! - (Jesus Saves! Jesus Saves!) Letra escrita por Priscilla J. Owens e melodia composta por William James Kirkpatrick;
- Hino 232 - Seguro estou - (I know the Lord will make a way) - Corinho tradicional dos EUA;
- Hino 234 - O meu ser entrego a Cristo - (I surrender all) - Letra do metodista Judson W. Van DeVenter e melodia de Winfield S. Weeden, em 1896;
- Hino 239 - Eis que a noite é passada - (Let the lower lights be burning) por Leila Naylor Morris;
- Hino 243 - É Jesus o nosso Intercessor - (Send the light) - Música de Charles Hutchinson Gabriel;
- Hino 247 - Se fores tentado - (Yield not to temptation) Hino composto por Horatio Richmond Palmer em 1868;
- Hino 248 - Glória! Aleluia! Sinto Jesus - (Blessed assuranse) - letra de Fanny Crosby e melodia de Phoebe Palmer Knapp;
- Hino 251 - Firme nas mãos de Cristo - (Safe in the arms of Jesus) - Letra de Fanny Crosby  e música de William Howard Doane;
- Hino 254 - De Jesus a graça divina - (May the grace of Christ our Saviour) - Letra de John Newton (1779) e música de Ludwig van Beethoven (1802);
- Hino 257 - Remiu-nos por graça - ("Repent and believe") - Letra e música de Leila Naylor Morris (1902);
- Hino 261 - Vivo por Cristo - (Living for Jesus) - Melodia composta por Carl Harold Lowden em 1915 e letra escrita por Thomas Obediah Chisholm em 1917;
- Hino 267 - Graça maravilhosa - (Wonderful Grace of Jesus) - hino do pastor na Igreja de Narazé, Haldor Lillenas em 1918;
- Hino 272 - Louvarei ao bom Jesus - (Love Lifted Me) - Poesia escrita por James Rowe e Melodia escrita por Howard E. Smith em 1912;
- Hino 273 - Jesus me deu celeste hino - (I have a song that Jesus gave me) - Letra e melodia escritas por Elton Menno Roth em 1924;
- Hino 278 - Éramos mortos nas obras más - (Almost Persuaded) - por Philip P. Bliss em 1871;
- Hino 282 - Constantemente oremos a Deus - (Wonderful) - por Alfred H. Ackley em 1938;
- Hino 290 - Sempre Avante! - música de William Fiske Sherwin em 1877;
- Hino 293 - Tu és Oleiro - (Have thine own way, Lord) - Letra de Adelaide A Pollard e a música de George C. Stebbins;
- Hino 305 - Oh! Que fundamento - (How firm a foundation) - Letra e música de autoria desconhecida;
- Hino 306 - Bendizei ao Altíssimo Deus - (To God Be To Glory) - Letra de Fanny Crosby e melodia de William Howard Doane;
- Hino 307 - Cristo nos dará da Sua plenitude - (Bring Your Vessels, Not a Few) - Hino de Leila Naylor Morris;
- Hino 316 - Tua vida é Triste? - (Keep in Touch with Jesus) - C. S. Kauffman;
- Hino 317 - Sinto o Senhor, por fé, em mim - (Jesus is all the world to me) - Will Lamartine Thompson em 1904;
- Hino 318 - Ó Salvador, vem converter o pecador - (In Faith Believe) - por T.R. Allen (Pseudônimo de Charles H. Gabriel) em 1912;
- Hino 319 - Foi Jesus Quem me salvou - (Since I have been redeemed) - Hino de Edwin O. Excell, filho de pastor da Igreja Alemã Reformada;
- Hino 320 - Que Prazer é Andar Com Cristo - (Jesus Lives Within His Own) - Melodia de Ira David Sankey
- Hino 321 - Bendito seja o Deus vivente - (O Love That Wilt Not Let Me Go) - Melodia composta por Albert L. Peace (1884) [ST. MARGARET (Peace)] e a letra de George Matheson (1882)
- Hino 334 - Há uma pátria perfeita... - (In The Sweet By And By) - Letra de Sanford Fillmore Bennett e melodia de Joseph Philbrick Webste;
- Hino 337 - Por fé seguimos ao Senhor - (The Fight is on!) - por Leila Naylor Morris em 1905;
- Hino 339 - Glória sem par - (O That Will Be Glory) - Letra e música de Charles Hutchinson Gabriel;
- Hino 343 - Lá no céu cantaremos - (When We All Get To Heaven) - Letra de Eliza Edmunds Hewitt e melodia de Emily Divine Wilson;
- Hino 347 - Ontem, hoje e eternamente - (Yesterday, Today and Forever) - Letra de Albert Benjamin Simpson e melodia de James H. Burke;
- Hino 350 - A jornada Farei - (Constantly Abiding) - De Anne May Sebring Murphy.
- Hino 353 - Eleitos nós somos - (I Am Praying for You) - por Ira David Sankey em 1860;
- Hino 357 - Face a face O verei - (Saved by the grace) - Letra de Fanny Crosby e Música de George Coles Stebbins;
- Hino 365 - Contrito, venho a Ti - (I need Thee every hour) - Letra de Annie Sherwood Hawks e música de Robert Lowry;
- Hino 371 - Aos Teus pés eu me apresento - (I Hear Thy Welcome Voice) - por Lewis Hartsough em 1872;
- Hino 374 - Santo! Santo! Santo! - (Holy, Holy, Holy) - Letra escrita em 1823 pelo bispo da Igreja Anglicana Reginald Heber e melodia por John B. Dykes;
- Hino 375 - "A paz Eu vos deixo" - (It's well with my soul) - A letra original foi escrita por Horatio Gates Spafford e a melodia composta por P. Bliss;
- Hino 378 - Grandioso és Tu - (How great Thou art) - hino de Carl Boberg;
- Hino 384 - Nos resgatou e nos lavou - (The cleansing blood) - Letra de Elizabeth B. Miller e música de Oscar A. Miller;
- Hino 385 - "Vinde após Mim" - (Come, follow me) - Letra do mórmon John Nicholson e música de Samuel McBurney;
- Hino 382 - Creio nas fiéis promessas do meu Deus - (Standing on the promisses) - Letra e Musica de Russel Kelso Carter;
- Hino 395 - "Eis-Me aqui", dirá o Criador - (God of Our Fathers) - Música de George William Warren, escrito para comemorar o 100º aniversário da Declaração de Independência dos Estados Unidos em 1876;
- Hino 398 - Não tardará a volta do senhor - (Awake, awake, and sing the blessed story (Awakening Chorus)) - Letra de Charles H. Gabriel
- Hino 403 - Pela fé uma vez... - (By the Faith Jesus Gave Them)
- Hino 411 - O virtupério de Jesus - (Abide with me 'tis Eventide)- por Harrison Millard em 1884;
- Hino 417 - Recordemo-nos sempre do Mestre - (The beautiful Garden of Prayer) - por James H. Filmore em 1920;
- Hino 423 - Só o sangue precioso e expiador - (Are You washed in the blood?) - Letra e música de Elisha Albright Hoffman;
- Hino 424 - Ó Jesus, por nós morreste - (O Gesù, tornasti in cielo) / (Hark! The Herald Angels Sing) - Letra italiana e Melodia de Felix Mendelssohn; Melodia de tradição natalina.
- Hino 432 - Vem ó divino mestre - (Lord, as of old at Pentecost) - Letra de Charles H. Gabriel.
- Hino 448 - Sou criança, Senhor - (Old rugged cross) - Letra e música de George Bennard;
- Hino 454 - Cidadão dos céus - (Nearer My God to Thee) - Melodia de Lowell Mason;
- Hino 456 - Somos joias preciosas - (When He Cometh) - Letra de William Orcutt Cushing e música de George Frederick Root;
- Hino 457 - Comigo está Jesus - (If Jesus goes with me) - por Charles A. Miles em 1908;
- Hino 458 - Cristo me ama - (Jesus loves me) - Letra escrita por Anna B. Warner e melodia adicionada por Willian B. Bradbury;
- Hino 473 - Forasteiro sou no mundo - (When The Saints Go Marching in) - Melodia de origem Spiritual, sem data;
- Hino 477 - Vinde, crianças - (Come to the Savior) - Letra e música de George Frederick Root;